# Свербілова Тетяна Георгіївна
Тетя́на Гео́ргіївна Свербі́лова (1953—2021) — українська філологиня, доктор філологічних наук, науковиця Інституту літератури ім. Т. Г. Шевченка НАН України, фахівець у галузі порівняльного літературознавства.

## Життєпис
Народилась в Києві 1953 року в родині викладача технології машинобудування Георгія Свербілова та вченої-кібернетика Катерини Шкабари, учасниці створення першої у континентальній Європі електронно-обчислювальної машини «МЕСМ».
Її дід Шкабара Олексій Степанович був професором Київського меліоративного інституту, багаторічним завідувачем Дослідною лукознавчою станцією в селі Козаровичі під Димером Київської області..
Багато років Тетяна Георгіївна працювала в Інституті літератури імені Т. Г. Шевченка НАН України. Була провідною науковою співробітницею відділу компаративістики, членом спеціалізованої вченої ради цього Інституту, брала участь у роботі Малої академії наук.
1983 року захистила кандидатську дисертацію у галузі філології за спеціальністю «10.01.02 — Російська література».
2013 року захистила докторську дисертацію за спеціальністю «10.01.05 — Порівняльне літературознавство» за темою «Трансформація жанрових моделей української та російської драми кінця XIX-30-х рр. XX ст. в аспекті порівняльної поетики».
Досліджувала проблеми новітньої драматургії, порівняльного аналізу російської й української літератур у світовому контексті, автор численних наукових праць і статей.
Пішла з життя 31 травня 2021 року. Похована на Байковому кладовищі.

## Праці
- Мотив подорожі в сучасному синема-тексті в світлі соціальної моделі дизабілиті (ненормативної тілесності) // Сучасні літературознавчі студії, № 12, 2015 — С. 488-505
- Такі близькі — такі далекі… (жанрові моделі української та російської драми від модерну до соцреалізму в аспекті порівняльної поетики), 2011
- Російська культура як «інший» у спадщині Миколи Хвильового та модель подолання окциденталізму у проекті Миколи Куліша // Слово і час, № 3, 2010
- Від модерну до авангарду: жанрово-стильова парадигма української драматургії першої третини ХХ століття (у співавторстві), 2009
- Українська драма 30-х рр. ХХ ст. як модель масової культури та історія драматургії у постатях (у співавторстві), 2007
- Іван Микитенко як дзеркало українського кітчу // Слово і час. — 2007. — № 9. — С. 35–47.
- П'єси Івана Кочерги та проблема визначення соцреалізму як масової культури // Слово і час. — 2006. — № 10. — С. 8–21.
- Персонажі Винниченкових п'єс — кати чи жертви? // Слово і час, № 5 — 1993. — С. 32-40
- Трагикомедия в советской литературе. (Генезис и тенденции развития), 1990
- Білль-Білоцерковський Володимир Наумович / Тетяна Свербілова // Українська літературна енциклопедія : В 5 т. / редкол.: І. О. Дзеверін (відповід. ред.) та ін. — К. : Голов. ред. УРЕ ім. М. П. Бажана, 1988. — Т. 1 : А—Г.  — С. 181—182
- Комедии В. В. Маяковского и современная драматургия, 1987